# Anita Hegerland
Anita Hegerland (Sandefjord, 3 marzo 1961) è una cantante norvegese.

## Biografia
Anita Hegerland ha ottenuto il suo primo ingresso nella VG-lista col secondo album in studio Trylletrall (1970), classificatosi 22º. L'anno successivo ha partecipato a Melodi Grand Prix, nel tentativo di rappresentare la Norvegia all'Eurovision Song Contest, con l'inedito Gi meg en zebra. È stato inoltre reso disponibile il terzo LP, Fra Hompetitten til Bakvendtland, che ha scalato la classifica fino al 7º posto.
I drømmens land (1972) ha segnato il suo secondo ingresso nella top ten norvegese, arrivando anch'esso in 7ª posizione. A circa undici anni di distanza viene presentato il sesto LP, intitolato All the Way e arrivato 18º.

## Discografia

### Album in studio
- 1969 – Trollmannen Lurifiks og mange andre
- 1970 – Trylletrall
- 1971 – Fra Hompetitten til Bakvendtland
- 1972 – I drømmens land
- 1980 – Anita Hegerland
- 1983 – All the Way
- 1985 – Flørt
- 1994 – Voices
- 2011 – Starfish

### Raccolte
- 1975 – Anitas beste barnesanger
- 2000 – Anitas beste barnesanger
- 2016 – 45 år jahre Years in Music

### Singoli
- 1969 – Du skulle kjøpe deg en tyrolerhatt/Det er mammas dag i dag (con Beefeaters)
- 1969 – Hvis jeg var en fugl/Albertino
- 1970 – En sån dag/Mitt sommarlov
- 1970 – Sjørøver-fabbe/Adjø, lille Pippi
- 1971 – Papi und mami
- 1971 – Pappa'n min og jeg/Hesten min
- 1971 – Det är musik som gör livet kul/Pappa min och jag
- 1971 – Gi meg en zebra/Jeg må få se festus
- 1972 – Da er det skjönt å være til/Johnny West (con Roy Black)
- 1972 – Glück in der Tasche
- 1972 – Kinderwunsch
- 1973 – Verliebt und froh und heiter (con Roy Black)
- 1973 – Eine Schwalbe macht noch Keinen Sommer
- 1974 – En Ganske Almindelig Dag
- 1974 – Rosen, Tulpen, Nelken
- 1974 – Once in a While
- 1974 – Nein, ich will noch nicht nach Hause gehen
- 1975 – Lille Julaftenvise/Et eventyr (con Benny Borg)
- 1976 – Sag mir/Motorrad
- 1982 – What About Me
- 1983 – Your Love, My Goodbye/Go Home
- 1994 – All Kinds of People
- 1994 – Voices